# 미카 호프트맨
미카 호프트맨(Micah Hauptman, 1973년 12월 26일 ~ )은 미국의 영화배우, 배우, 텔레비전 배우이다.
필라델피아에서 태어났다.

## 방송
- 홈랜드 시즌5

## 영화
- 애셔 (2018년) - 루벤 역
- 리슨 (2017년)
- 번드 (2015년)
- 에베레스트 (2015년) - 데이비드 브리쉬어스 역
- 파커 (2013년)
- 어 백 오브 해머스 (2010년) - 빈스 역
- 피니싱 더 게임 (2007년)